# Afonso Cerqueira
Afonso Júlio de Cerqueira (Viseu, 1 de Fevereiro de 1872 — Lisboa, 31 de Março de 1957) foi um contra-almirante da Armada Portuguesa que se distinguiu nas campanhas de pacificação em Moçambique e em Angola e depois na defesa do sul de Angola durante a Primeira Guerra Mundial.

## Biografia
Entrou para a marinha como aspirante a 5 de Novembro de 1888, sendo promovido a guarda marinha a 28 de Maio de 1892, ascendendo a contra-almirante a 13 de Maio de 1934, aquando já em reserva.
Foi iniciado na Maçonaria na loja Portugal, em 1895, com o nome simbólico de Alpha.
Participou na campanha do Sul de Angola (1915) durante a Primeira Guerra Mundial como comandante do Batalhão de Marinha.

## Condecorações
- Grau de Comendador da Ordem Militar de Avis (11 de março de 1919);[3]
- Grau de Oficial da Ordem Militar da Torre e Espada, do Valor, Lealdade e Mérito (24 de setembro de 1919);[3]
- Grau de Grande-Oficial da Ordem Militar de Avis (5 de outubro de 1930);[3]
- Grau de Grande-Oficial da Ordem do Império Colonial (15 de dezembro de 1932);[3]
- Cruz de Guerra de 1ª Classe.